# Titularerzbistum Bosporus
Bosporus (ital.: Bosporo) ist ein Titularerzbistum der römisch-katholischen Kirche. 
Es geht zurück auf einen antiken Bischofssitz in der Stadt Pantikapaion (auch Bosporus) auf der Taurischen Chersones, heute Kertsch auf der Halbinsel Krim.
| Titularerzbischöfe von Bosporus |                              |                                                        |                   |                   |
| Nr.                             | Name                         | Amt                                                    | von               | bis               |
| 1                               | Josef Alois Kessler          | emeritierter Bischof von Tiraspol (Russland)           | 23. Januar 1930   | 9. Dezember 1933  |
| 2                               | José Ignacio Márquez y Tóriz | Koadjutorerzbischof von Puebla de los Ángeles (Mexiko) | 17. November 1934 | 28. Juli 1945     |
| 3                               | Joseph Charbonneau           | emeritierter Erzbischof von Montréal (Kanada)          | 9. Februar 1950   | 19. November 1959 |
| 4                               | Jean-Marie Villot            | Koadjutorerzbischof von Lyon (Frankreich)              | 17. Dezember 1959 | 17. Januar 1965   |